# Ningen Isu
I Ningen Isu (人間椅子 "Sedia Umana") sono un gruppo metal giapponese formatosi ad Aomori nel 1987. Il nome del gruppo è tratto dal romanzo "La sedia umana" di Edogawa Rampo del 1924. Da quando si sono formati nel 1987, hanno pubblicato oltre 20 album / EP. I Ningen Isu suonano una miscela di progressive/hard rock con l' heavy/doom metal. I Ningen Isu sono fortemente influenzati dai Black Sabbath. Altre influenze includono i Led Zeppelin, Kiss, Budgie, King Crimson e artisti simili.
Nella classifica "The 50 Greatest Japanese Metal Bands of All-Time" sono stati classificati alla 24ª posizione.
La band spesso scrive di letteratura classica giapponese, ad esempio, Osamu Dazai, Ryunosuke Akutagawa, Jun-ichiro Tanizaki e così via. Spesso si occupano di argomenti come l'inferno, il buddhismo, l'universo e il gioco d'azzardo. Wajima e Suzuki hanno un accento locale chiamato "Dialetto di Tsugaru", che aggiunge un'atmosfera unica alle loro canzoni. Indossano sempre Kimono sul palco.

## Formazione
- Kenichi Suzuki – basso, voce (1987-presente)
- Shinji Wajima - chitarre, voce (1987-presente)
- Nobu Nakajima - batteria, voce (2004-presente)

### Ex componenti
- Noriyoshi Kamidate - batteria (1987-1992)
- Masuhiro Goto - batteria (1993-1995, 1996-2003)
- Iwao Tsuchiya - batteria (1995-1996)

## Discografia

### Album in Studio
- 1990.07-人間失格 (Ningen Shikkaku)
- 1991.03-桜の森の満開の下 (Sakura no Mori no Mankai no Shita)
- 1992.06-黄金の夜明け (Ougon no Yoake)
- 1993.10-羅生門 (Rashoumon)
- 1995.12-踊る一寸法師 (Odoru Issunboushi)
- 1996.09-無限の住人 (Mugen no Juunin)
- 1998.02-頽廃芸術展 (Taihai Geijutsu Ten)
- 1999.03-二十世紀葬送曲 (Nijusseiki Sousoukyoku)
- 2000.06-怪人二十面相 (Kaijin Nijuu Mensou)
- 2001.09-見知らぬ世界 (Mishiranu Sekai)
- 2003.01-修羅囃子 (Shura bayashi)
- 2004.09-三悪道中膝栗毛 (San Aku Douchuu Hizakurige)
- 2006.02-瘋痴狂 (Fu-chi-ku)
- 2007.08-真夏の夜の夢 (Manatsu no Yo no Yume)
- 2009.11-未来浪漫派 (Mirai Roman-ha)
- 2011.08-此岸礼讃 (Shigan Raisan)
- 2013.08-萬燈籠 (Mandoro)
- 2014.06-無頼豊饒 (Burai Houjou)
- 2016.02-怪談 そして死とエロス (Kaidan soshite shi to erosu)
- 2017.10-異次元からの咆哮(Ijigen kara no Houkou)
- 2019.06-新青年

### EP
- 1989.11.人間椅子 (Ningen Isu)